# Тамошайтите, Соната
Соната Тамошайтите (лит. Sonata Tamošaitytė; род. 28 июня 1987 или 21 апреля 1987, Каунас) — литовская легкоатлетка, специалистка по барьерному бегу и спринту. Выступала на профессиональном уровне в 2003—2016 годах, обладательница серебряной медали Универсиады в Белграде, многократная победительница и призёрка национальных первенств, участница летних Олимпийских игр в Лондоне.

## Биография
Соната Тамошайтите родилась 26 июня 1987 года в Каунасе, Литовская ССР.
Впервые заявила о себе на международном уровне в сезоне 2005 года, когда вошла в состав литовской сборной и выступила на домашнем юниорском европейском первенстве в Каунасе — бежала 100 метров с барьерами и эстафету 4 × 100 метров.
В 2006 году впервые стала чемпионкой Литвы в беге на 100 метров с барьерами, стартовала на юниорском мировом первенстве в Пекине.
В 2007 году среди прочего отметилась выступлениями на молодёжном европейском первенстве в Дебрецене и на Всемирной Универсиаде в Бангкоке.
На Универсиаде 2009 года в Белграде с ныне действующим национальным рекордом Литвы 13,10 завоевала серебряную награду в 100-метровом барьерном беге и показала пятый результат в эстафете 4 × 100 метров. Позднее на молодёжном европейском первенстве в Каунасе в тех же дисциплинах была пятой и третьей соответственно.
В 2010 году выступила на чемпионате Европы в Барселоне.
В 2011 году принимала участие в Универсиаде в Шэньчжэне и в чемпионате мира в Тэгу.
В 2012 году с ныне действующим национальным рекордом Литвы 8,03 финишировала четвёртой в беге на 60 метров с барьерами на чемпионате мира в помещении в Стамбуле. Выполнив олимпийский квалификационный норматив (13,15), удостоилась права защищать честь страны на летних Олимпийских играх 2012 года в Лондоне — на предварительном квалификационном этапе бега на 100 метров с барьерами показала время 13,59, чего оказалось недостаточно для выхода в полуфинальную стадию.
На Универсиаде 2013 года в Казани заняла в 100-метровом барьерном беге восьмое место.
В 2014 году бежала 100 метров с барьерами на чемпионате Европы в Цюрихе, не смогла преодолеть предварительный квалификационный этап.
В 2015 году стартовала на чемпионате Европы в помещении в Праге и на Универсиаде в Кванджу.
Завершила спортивную карьеру по окончании сезона 2016 года.